# Остаповка (Миргородский район)
Остаповка (укр. Остапівка) — село,
Остаповский сельский совет,
Миргородский район,
Полтавская область,
Украина.
Код КОАТУУ — 5323284601. Население по переписи 2001 года составляло 889 человек.
В Центральном Государственном Историческом Архиве Украины в городе Киеве есть документы православной церкви за 1745-1784 год
Село указано на подробной карте Российской Империи и близлежащих заграничных владений 1816 года  
Является административным центром Остаповского сельского совета, в который, кроме того, входят сёла
Верхняя Будаковка,
Онацкое,
Панченки и
Синещеки.

## Географическое положение
Село Остаповка находится на берегах реки Озница,
выше по течению примыкает село Заводище,
ниже по течению на расстоянии в 2 км расположено село Мелешки (Гадячский район).
На реке небольшое водохранилище, которое практически обмелело.

## Экономика
- ЧП «Остаповское».

## Объекты социальной сферы
- Школа.
- Сельской клуб.

## Достопримечательности
- Памятник павшим в Великой Отечественной войне.

## Известные люди
- Северин, Иван Митрофанович (1881—1964) — живописец, педагог.